# Polemica
Il termine polemica deriva dal greco "πολεμικός" che significa "attinente alla guerra", e designa quindi una sorta di guerra, per lo più verbale, condotta contro un avversario detto bersaglio della polemica.

## Considerazioni generali
Può indicare un atteggiamento reciproco oppure unilaterale. Normalmente, la parola ha spesso una connotazione negativa, sicché si sente parlare di polemica diffamante, vergognosa, controproducente. Dato però che si tratta di un atteggiamento eminentemente verbale, non è detto che la polemica sia sempre e necessariamente un modo di fare da considerare in maniera negativa. Perfino la teologia cristiana vanta una tradizione polemica che dispone di un apparato formale preciso, laddove la polemica non è altro che il contrario dell'apologetica. In passato, la polemica era una disciplina praticata in diverse università.

## Considerazioni linguistiche
L'interazione polemica ha interessato anche gli studi di linguistica pragmatica, ad esempio della scuola di Ginevra. Secondo quest'ultima, nel caso ideale le caratteristiche del discorso polemico sarebbero le seguenti:
- L'individuazione di un avversario, detto appunto bersaglio della polemica, che spesso viene nominato, nell'enunciato, con uno o più atti di aggressione.
- L'allargamento del discorso: dai fatti, dall'argomento originale della discussione, si passa alle parole del bersaglio (spesso l'interlocutore stesso); il discorso dell'avversario viene analizzato, ripreso e strumentalizzato ai propri fini.
- Un ulteriore, secondo allargamento del discorso: partendo dai fatti e dall'enunciato contrario si passa a parlare anche del bersaglio stesso, inteso come persona.

Il discorso può dunque passare a fissarsi ostinatamente sul suo bersaglio ritenuto in un certo modo "colpevole" non tanto di avere un'opinione divergente, ma del fatto di sostenerla attivamente. È peraltro chiaro che durante lo sviluppo del discorso polemico i vari argomenti si possono alternare, trattandosi spesso di un circolo vizioso.
Naturalmente è possibile che il bersaglio della polemica non coincida con l'interlocutore: basti pensare alla situazione di un monologo, di un discorso parlamentare pronunciato in assenza della persona aggredita, rivolto a tutta l'aula e, perché no, all'intera collettività.